# Ugo Cei
Ugo Cei (Castelfranco Emilia, 1º ottobre 1867 – Cella Monte, 17 aprile 1953) è stato un generale e politico italiano, distintosi particolarmente nel corso della Grande Guerra come comandante di brigata. Nel febbraio del 1935 venne nominato Commissario straordinario del Governo per le onoranze ai caduti in guerra in Italia e all'estero, e il 25 marzo 1939 Senatore del Regno nella XXX Legislatura. Decorato con le Croci di Cavalieri e di Ufficiale dell'Ordine militare di Savoia, di tre medaglie d'argento e una croce di guerra al valor militare.

## Biografia

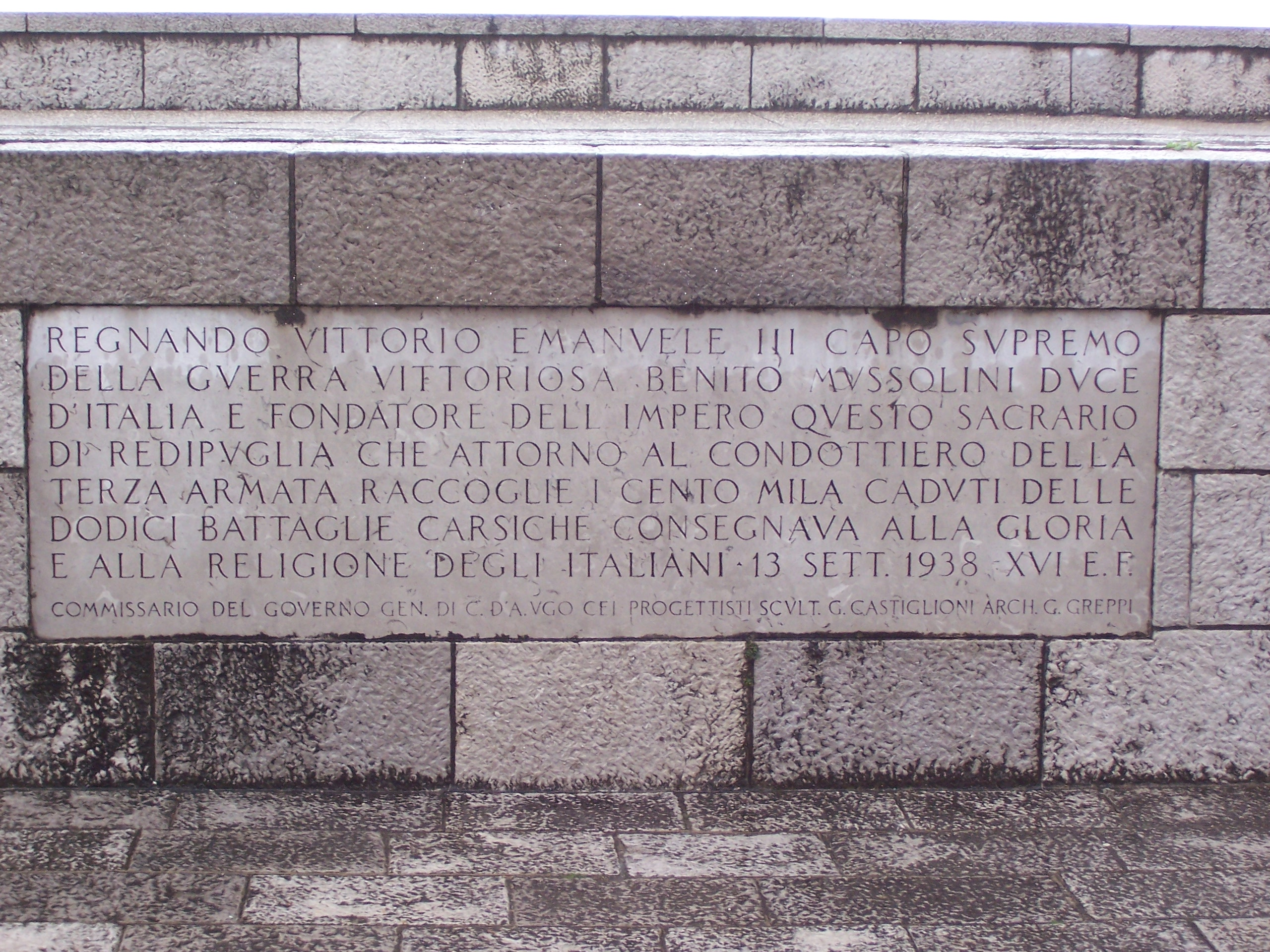
Targa commemorativa posta sul Sacrario di Redipuglia.

Nacque a Castelfranco Emilia, in provincia di Modena, il 1º ottobre 1867 figlio di Scipione e di Luigia Vallino Baietta. Arruolatosi nel Regio Esercito dal 1885 iniziò a frequentare  Regia Accademia Militare di Modena, da cui uscì con il grado di sottotenente assegnato all'arma di fanteria. Promosso tenente, nel 1898 era in servizio presso il 14º Reggimento fanteria della Brigata Pinerolo, allora al comando del maggior generale Francesco Pistoia.
Nel 1902 frequentò i corsi della Scuola di guerra dell'esercito, e nel 1911-1912 partecipò alla guerra italo-turca come maggiore del 7º Reggimento fanteria, distinguendosi nella battaglia di Ettangi dove fu decorato con la prima Medaglia d'argento al valor militare.
Divenuto colonnello, durante la prima guerra mondiale, dal 29 novembre 1915 al 22 maggio 1916, e dal 3 luglio 1916 al 15 aprile 1917 fu sottocapo di stato maggiore della 2ª Armata, servendo sotto i tenenti generali Pietro Frugoni e poi Settimio Piacentini. Promosso colonnello brigadiere l'8 aprile 1917 assunse il comando della neocostituita Brigata Lecce, che mantenne sino novembre dello stesso anno, quando la brigata venne sciolta temporaneamente in seguito alla disfatta di Caporetto. Durante il periodo in cui esercitò il suo comando venne decorato di due medaglie d'argento al valor militare. Promosso brigadiere generale il 15 giugno 1918 assunse il comando della Brigata Abruzzi, che mantenne sino 23 settembre dello stesso anno, venendo decorato con la Croce di Ufficiale dell'ordine militare di Savoia e una Croce di guerra al valor militare.
Nel 1919 prese parte alla campagna d'Albania, e poi fu giudice supplente del Tribunale supremo di guerra e marina dal 18 luglio al 26 settembre 1920. Divenuto generale di divisione, il 2 dicembre 1928 fu nominato comandante della Divisione territoriale di Genova.
Nel 1932 viene personalmente nominato da Benito Mussolini Commissario del Governo per il cimitero monumentale del Grappa. Promosso generale di corpo d'armata il 22 luglio 1933, nel febbraio del 1935 è nominato Commissario straordinario del Governo per le onoranze ai caduti in guerra in Italia e all'estero. Nominato Senatore del Regno d'Italia il 25 marzo 1939, divenne Membro della Commissione degli affari dell'Africa italiana dal 17 aprile, rimanendovi sino 5 agosto 1943.
Dopo la caduta del regime fascista in seguito alla Guerra di liberazione italiana la sua compromissione con il passato regime gli costò l'espulsione dal Senato.
Il 7 agosto 1944 fu deferito all'Alta Corte di Giustizia per le sanzioni contro il Fascismo con l'imputazione di 6º grado: "Senatori ritenuti responsabili di aver mantenuto il fascismo e resa possibile la guerra sia coi loro voti, sia con azioni individuali, tra cui la propaganda esercitata fuori e dentro il Senato". L'ordinanza di decadenza da senatore porta la data del 30 agosto 1945 resa definitiva l'8 luglio 1948 con sentenza di cassazione.
Risiedeva abitualmente a Milano, al numero 18 di via San Giovanni sul Muro. Morì il 17 aprile 1953 a Cella Monte.

### Annotazioni
1. ↑  "Il generale Cei stende una dettagliata Relazione sulle condizioni statiche e sui lavori da eseguire che mette in luce i seri problemi di resistenza della roccia e l'infiltrazione di acque meteoriche della cripta ipogea, al punto che venne deciso di chiuderla e di ripartire ex novo con un altro progetto. Nell'estate del 1933 Ugo Cei entra in contatto con lo scultore milanese Giannino Castiglioni, conosciuto tramite il nipote Giorgio Pierotti Cei, e l'architetto Giovanni Greppi, presentatogli dallo stesso Castiglioni. Già nel febbraio 1934 la nuova opera è pronta per entrare nella fase esecutiva, si sottoscrive il capitolato d'appalto, il progetto passa al vaglio della Presidenza del Consiglio (ovvero di Mussolini) e il 22 settembre 1935 viene inaugurato dal Re d'Italia. Fonte: Sacrari militari della prima guerra mondiale in Italia

### Fonti
1. 1 2 3 4 5 6 7 8  Senato.
2. ↑   Bollettino ufficiale delle nomine, promozioni e destinazioni negli uffiziali, 1898,  p. 280. URL consultato il 12 marzo 2021.
3. ↑  Coltrinaristoriamilitare.
4. ↑  Fronte del Piave.
5. ↑  Fronte del Piave.
6. ↑   Bollettino ufficiale delle nomine, promozioni e destinazioni negli uffiziali, 1920,  p. 3664. URL consultato il 12 marzo 2021.
7. ↑   Bollettino ufficiale delle nomine, promozioni e destinazioni negli uffiziali, 1928,  p. 4829. URL consultato il 12 marzo 2021.
8. 1 2  Ordine militare d'Italia sul sito della Presidenza della Repubblica